# Койот
Койо́т (Canis latrans) — хижий ссавець родини Псові. Поширений у Північній Америці. Назва походить від ацтекського слова coyotl, «гавкаючий пес».

## Зовнішній вигляд
За розміром койот помітно поступається звичайному вовку. Довжина тіла — 75–100 см, хвоста — близько 30 см, висота в плечах — 50 см; маса — до 21 кг. Як і в інших диких псів, у койота стоячі вуха й довгий пухнастий хвіст. Шерсть довша, ніж у вовка. Забарвлення буре, крапчасте чорним і сірим, на череві — дуже світле. Кінець хвоста чорний.

## Розповсюдження
Поширений в Новому Світі від Аляски до Панами. Існує 18 підвидів. До 50-х років XIX ст. койот водився тільки від Міссісіпі до гір Сьєрра-Невада, і від провінції Альберта (Канада) до Мексики. Не був відомий і в південно-східних штатах США. Але у зв'язку з масовим зведенням лісів і винищуванням основних харчових конкурентів — звичайного і рудого вовка — койот розповсюдився на нинішньому обширному ареалі. Так, під час «золотої лихоманки» койоти, ув'язавшись за золотошукачами, проникли до Канади й на Аляску; у Джорджію і Флориду були спеціально завезені як дичина. На сьогодні койот зустрічається в 49 з 50 штатів США (окрім Гаваїв).

## Підвиди
Виділяють 19 підвидів:
- C. l. cagottis C.E.H. Smith, 1839 — штати Оахака, Сан-Луїс-Потосі, Пуебла та Веракрус у Мексиці.
- C. l. clepticus Elliot, 1903 — північна Нижня Каліфорнія та південно-західна Каліфорнія.
- C. l. dickeyi Nelson, 1932 — спочатку відомий лише з Серро-Моготе, 3,2 км на захід від річки Гоаскоран у Ла-Уніон, Салвадор; у січні 2013 року він розширив свій ареал на південь до південної Панами.
- C. l. frustor  Woodhouse, 1851 — південно-східний і крайній схід Канзасу, Оклахома, Техас, Міссурі та Арканзас.
- C. l. goldmani Merriam, 1904 — відомий лише з Сан-Вісенте, Чіапас, Мексика, поблизу гватемальського кордону
- C. l. hondurensis Goldman, 1936 — відомий лише з відкритої місцевості на північний схід від Арчаги, на північ від Тегусігальпи.
- C. l. impavidus Allen, 1903 — Південна Сонора, крайній південно-західний Чихуахуа, західний Дуранго, західний Сакатекас і Сіналоа (Мексика).
- C. l. incolatus Hall, 1934 — бореальні ліси Аляски, Юкону, Північно-Західних територій, північної Британської Колумбії та північної Альберти (Канада).
- C. l. jamesi Townsend, 1912 — острів Тібурон у Каліфорнійській затоці
- C. l. latrans Say, 1823 — Великі рівнини від Альберти, Манітоби та Саскачевану на південь до Нью-Мексико та Техасу.
- C. l. lestes Merriam, 1897 — захід США
- C. l. mearnsi Merriam, 1897 — захід США, північ Мексики.
- C. l. microdon Merriam, 1897 — Південний Техас і Північний Тамауліпас.
- C. l. ochropus von Eschscholtz, 1829 — Каліфорнія на захід від Сьєрра-Невади.
- C. l. peninsulae Merriam, 1897 — Нижня Каліфорнія
- C. l. var Lawrence & Bossert, 1969 — схід США, південний схід Канади.
- C. l. texensis Bailey, 1905 — більша частина Техасу, східна частина Нью-Мексико та північно-східна Мексика.
- C. l. thamnos  Jackson, 1949 — центральні США.
- C. l. umpquensis Jackson, 1949 — узбережжя Британської Колумбії, Вашингтона та Орегону.
- C. l. vigilis Merriam, 1897 — тихоокеанське узбережжя Мексики.

## Спосіб життя і живлення
Койот характерний для відкритих рівнин, зайнятих преріями і пустелями. У ліси забігає рідко. Зустрічається як в безлюдних місцях, так і на околицях великих міст, наприклад, Лос-Анджелеса. Легко пристосовується до антропогенних ландшафтів. Спосіб життя, в основному, сутінковий. У біоценозах прерій койот займає місце, схоже з місцем шакала в біоценозах Старого Світу.
Койот всеїдний і украй невибагливий до їжі. Проте 90 % його раціону складають тваринні корми: зайці, кролик, лугові собачки, бабаки і ховрахи (у Канаді), дрібні гризуни. Нападає на ракунів, тхорів, опосумів і бобрів, також їсть птахів (фазанів), комах. З 2015 року в США помічені випадки нападів  койотів на дитинчат каліфорнійських тюленів. Добре плаває і ловить водну живність — рибу, жаб і тритонів. На домашніх овець, кіз, диких оленів і вилорогів нападає рідко. В кінці літа і восени із задоволенням поїдає ягоди, плоди і земляні горіхи. У північних районах взимку переходить на живлення падлом; іде за стадами великих копитних, поїдаючи полеглих і дорізуючи ослаблених тварин. Людей не чіпає; у передмістях часом риється в смітті.
Полюють койоти поодинці, парами, іноді, на крупну дичину (карибу, вапіті) — зграями. Розділення ролей в полюючій зграї таке ж, як у вовків: загоничі виводять дичину на засідку або женуть її по черзі. Іноді койот полює спільно з борсуком, який розриває вхід в нору і виганяє її мешканця прямо на койота. Кожен койот, пара або сімейна група володіють власною територією, центром якої є лігво або нора. Члени зграї регулярно мітять межі своєї ділянки сечею.
«Найспортивніший» зі всіх диких вовчих, койот здатний здійснювати стрибки в 2—4 м завдовжки і бігти із швидкістю 40—50 км/год; на коротких дистанціях розвиває швидкість до 65 км/год. Може переміщатися на великі відстані; на полюванні за ніч в середньому проходить 4 км. Можливо, у койота найрозвиненіші серед всіх псових органи чуття; він бачить на відстані до 200 м, однаково добре і вдень, і вночі. Крім того, койот — «найголосистіший» серед північноамериканських ссавців: його гучне завивання складає невід'ємну особливість прерій. Основні вороги — пума і вовк. Койот не терпить на своїй території присутності рудої лисиці, свого харчового конкурента.
Іноді койоти схрещуються з домашніми псами. Схрещення койота з вовком є спірним. Койот часто буває харчовим конкурентом вовка, сам койот як вид також належить до вовчої здобичі. Якщо шляхи вовка і койота перетинаються, вовк загризає койота.

## Соціальна структура і розмноження
Основною соціальною одиницею у койотів є пара з самця і самки, хоча часто зустрічаються тварини-одиночки і зграї. Зграї утворюються там, де койотів багато, а їжа рясна; у них по 5—6 особин, батьків і молодняка з попереднього року. Зграї з'являються у койотів і тоді, коли знижується чисельність дрібних гризунів, і койоти вимушені об'єднуватися для полювання на крупних тварин. Койоти рідко конфліктують серйозно, навіть вторгнення чужаків на ділянку зграї зазвичай не приводить до сутички.
Пари у койота утворюються на багато років. Спаровування — в січні—лютому. Вагітність — 60—65 днів; у виводку 5—10, іноді до 19 дитинчат. Виводок народжується в лігві — в печері, міжгір'ї серед скель, в дуплі поваленого дерева або в норі, часом старій борсуковій або лисичій. У койотів зазвичай є запасні житла, куди батьки переносять дитинчат у разі небезпеки. У сімейних турботах беруть участь обидва батьки. Перші дні самиця не виходить з нори, а їжу здобуває самець. Дитинчат годують, відригуючи напівперетравлену їжу. Восени вони стають самостійними; молоді самці йдуть, а самиці часто залишаються в зграї.
Койоти живуть до 10 років на волі і 16—18 років в неволі.

## Галерея

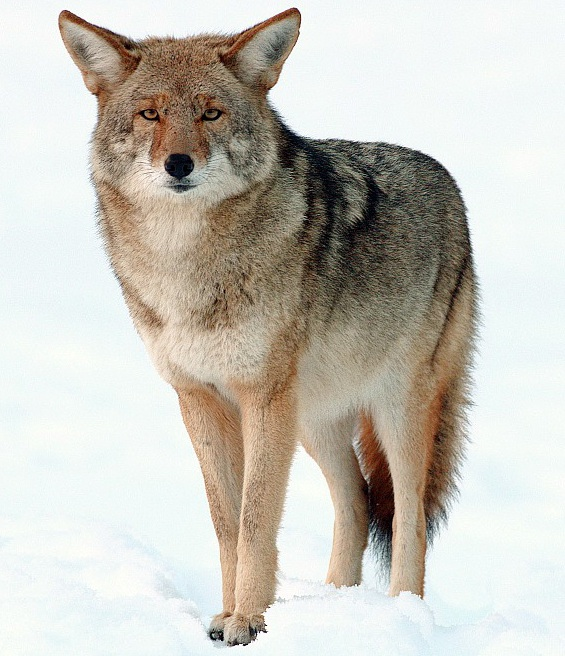
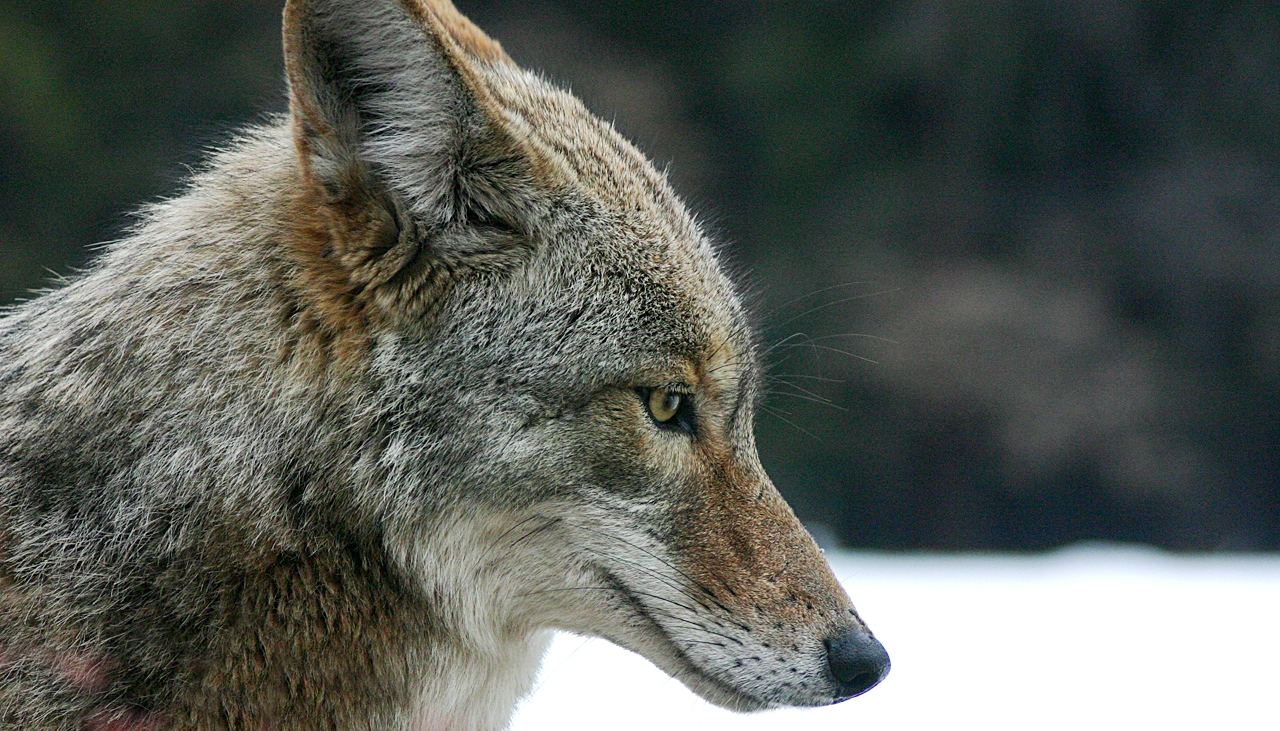
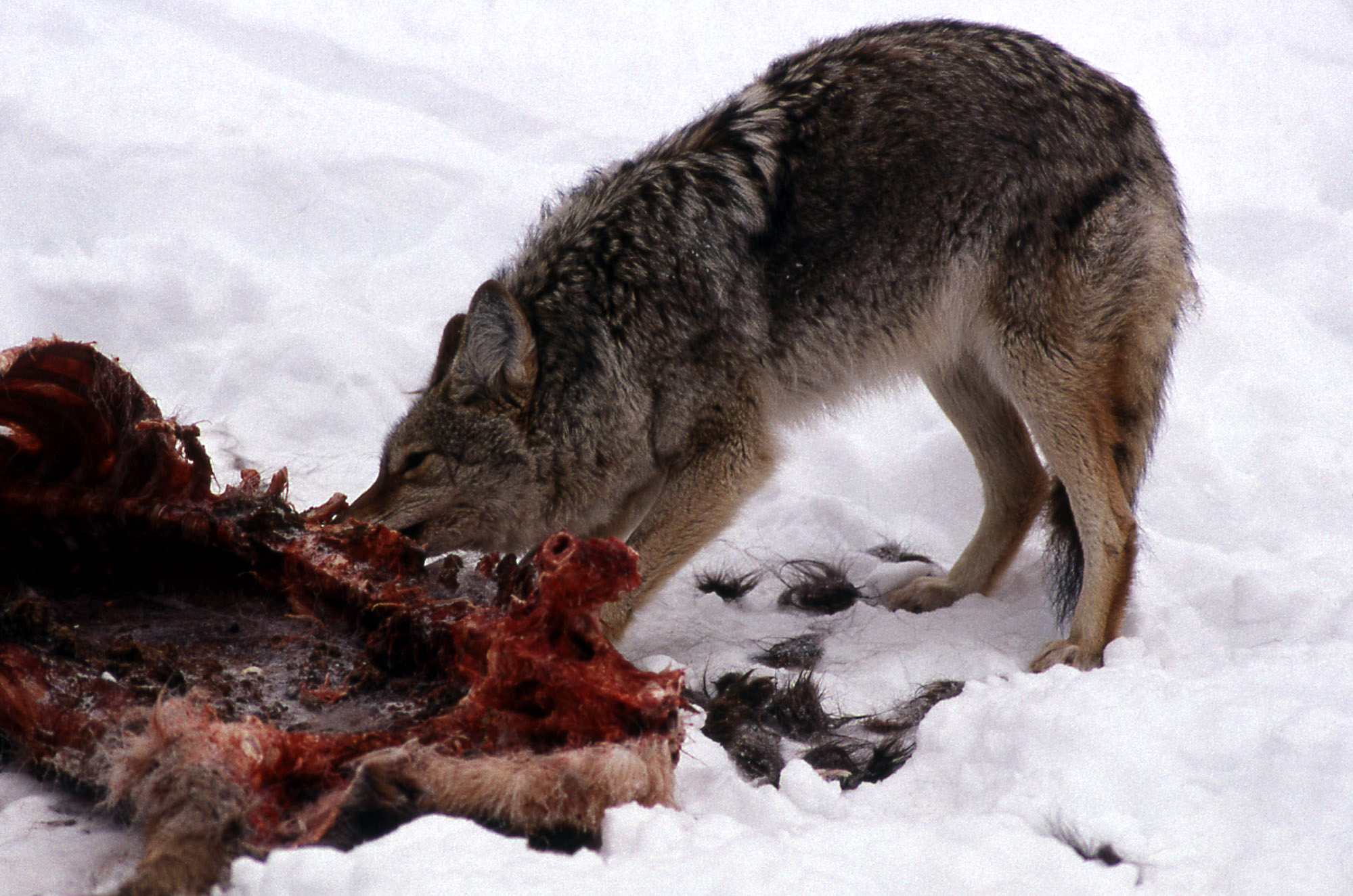
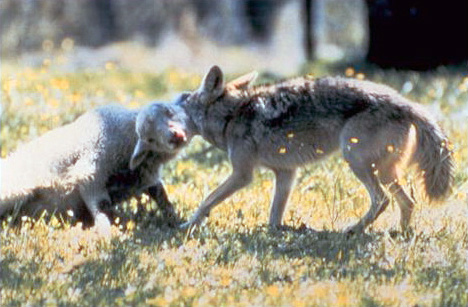
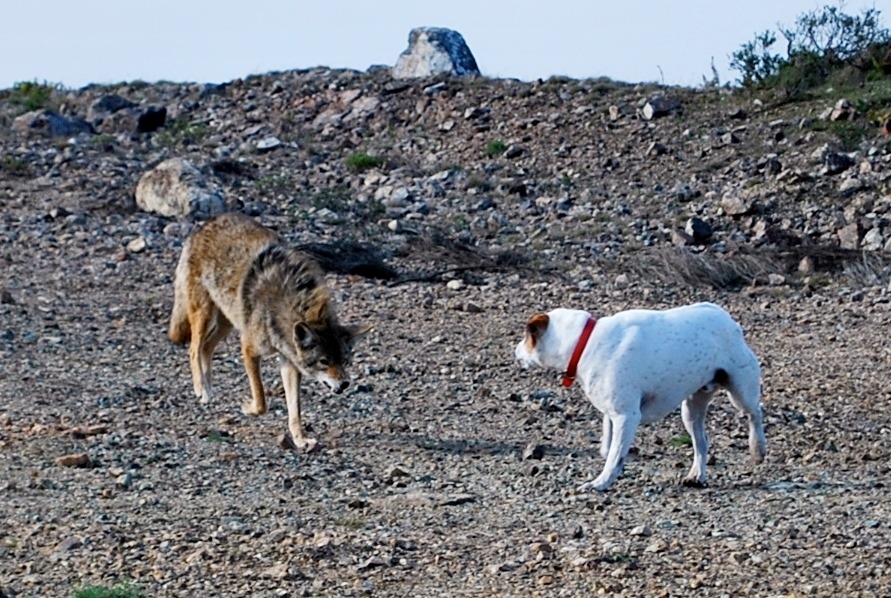
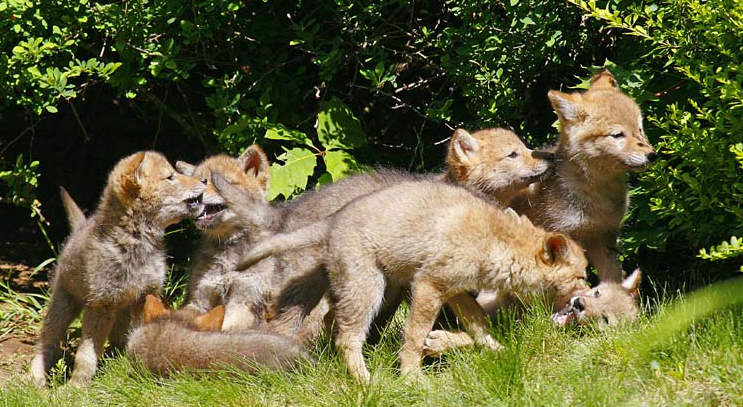
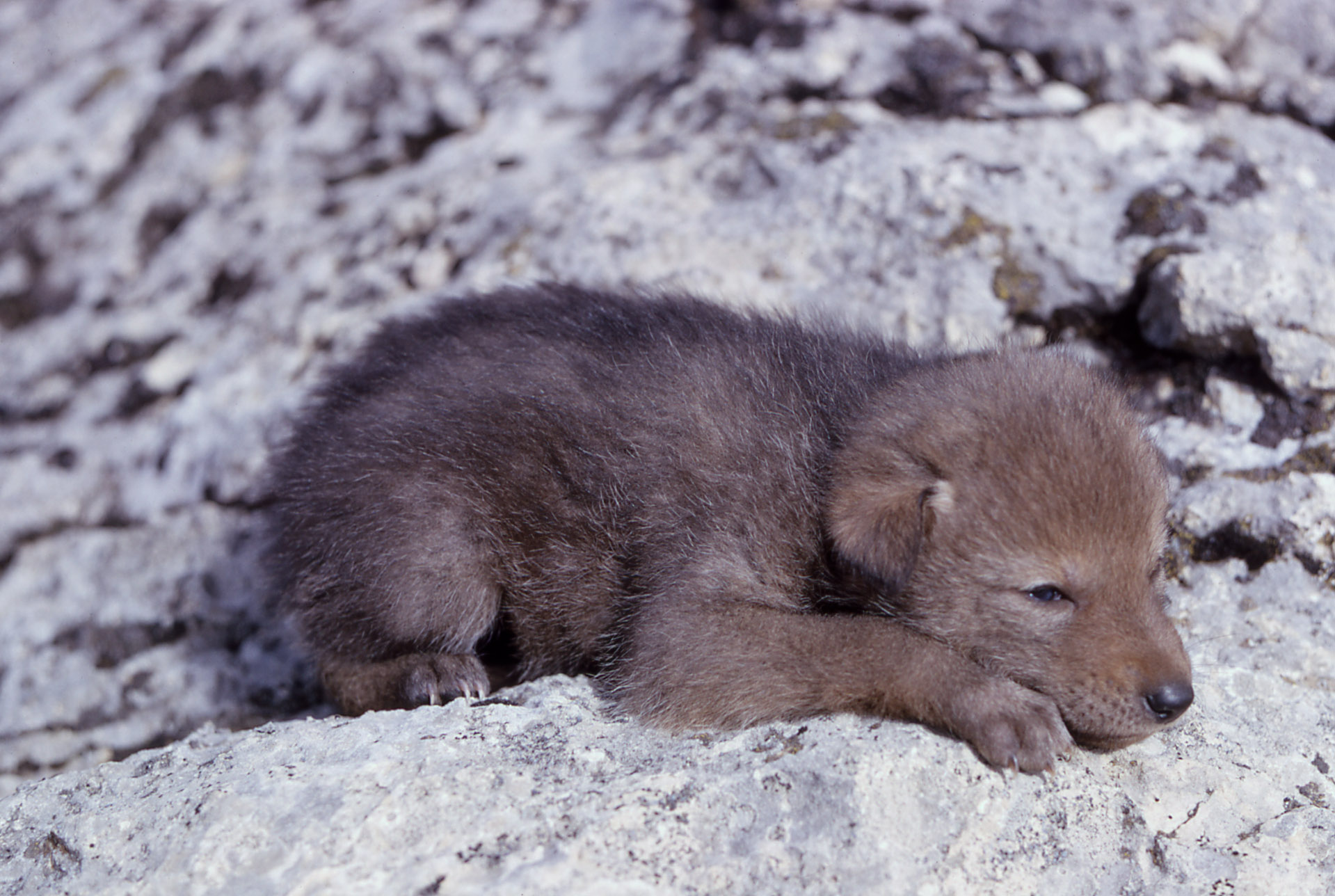
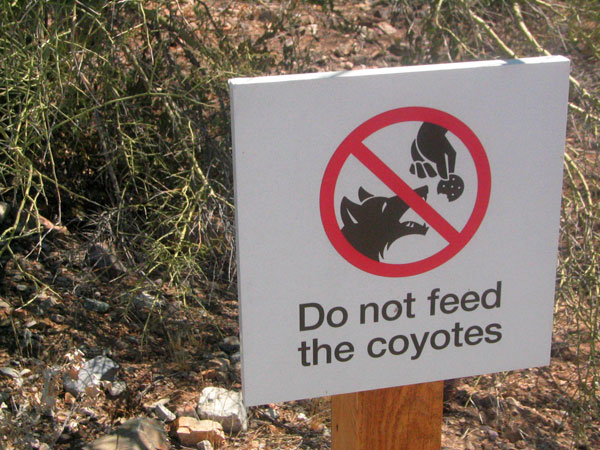

## Господарське значення
Койот чудово пристосовується до місця існування, що змінюється. Це один з небагатьох видів тварин, здатних виживати в урбанізованих районах. Койот знищує шкідливих гризунів — мишей, пацюків і кроликів.

## Койот у міфології
В міфах північноамериканських індіанців койот фігурує, як божество — трикстер, хитре, тямуще і пустотливе. У міфах про творіння Койот часом створює світ і перших людей, штовхаючи грудку грязюки або екскрементів.